# Апухтин, Александр Львович
Александр Львович Апухтин (4 (16) ноября 1822, Санкт-Петербург, Российская империя — 3 (16) ноября 1903, там же) — русский государственный деятель, генерал-майор, действительный тайный советник.

## Биография
Старший сын майора в отставке Льва Александровича Апухтина и его жены Дарьи Дмитриевны. В 1840 году окончил Московский кадетский корпус, а в 1845 — Инженерную военную академию. Служил на различных должностях.
С 1855 года — преподаватель военных наук, одновременно инспектор в Константиновском межевом институте. В 1856 году был произведён в подполковники. В 1859 году в заграничной командировке изучал опыт работы гражданских и военных учебных заведений Франции, Бельгии и Пруссии. С 1860 года — начальник школы межевых топографов, произведён в полковники; в период с 27 октября 1864 по 4 июля 1879 года — директор Константиновского межевого института, произведён в генерал-майоры. С 1873 года он также исполнял должность начальника межевых топографов.
В 1876 году перешёл в Министерство народного просвещения, произведён в тайные советники. В 1879—1897 годах занимал должность попечителя Варшавского учебного округа. В 1896 году произведён в действительные тайные советники.
С 29 января 1897 года — сенатор.

### Избранные труды
- Апухтин А. Л. Описание некоторых учебных заведений Франции, Бельгии и Пруссии : Извлеч. из отчета о заграничной поездке. — СПб.: тип. т-ва «Общественная польза», 1863. — 410 с.
- Апухтин А. Л. Очерк истории Константиновского межевого института с 1779 по 1879 год. — СПб.: тип. В. С. Балашева, 1879. — 350 с.

## Награды
- орден Святой Анны 2-й степени (1853)
- императорская корона к ордену Святой Анны 2-й степени (1855)
- императорская корона к ордену Святого Станислава 2-й степени (1858)
- орден Святого Владимира 4-й степени (1858)
- Орден Святого Александра Невского (1883).